# 十二羰基四铱
十二羰基四铱是一种铱最稳定的羰基配合物，化学式 Ir4(CO)12。

## 制备
十二羰基四铱可以由三氯化铱水合物的羰基化而成，会形成 [Ir(CO)2Cl2]−中间体。
IrCl3  +  3 CO +  H2O   →  [Ir(CO)2Cl2]−  +  CO2  +  2 H+ +  Cl−
4 [Ir(CO)2Cl2]−  +  6 CO + 2 H2O  →  Ir4(CO)12  +  2 CO2  +  4 H+  +  8 Cl−

## 结构
每个铱原子是八面体型的，都和三个铱原子和三个 CO 配体配位。Ir4(CO)12 有 Td 对称，平均每个 Ir-Ir 键长为2.693 Å。相关的簇合物Rh4(CO)12 和 Co4(CO)12 都只有 C3v对称性，这是由于三个桥接 CO 配体而成。它是三方晶系的，空间群 P3 (No. 143)。